# 四川宋元建筑
四川宋元建筑，即宋朝至元朝（960年至1368年）在中国四川地区（宋川峡四路、元四川行省）营建的建筑物。四川地区位于盆地之中，地理环境封闭，建筑具有浓郁的地方特色，部分营造手法并不见于中国其它地区。四川现存最早的木构建筑为建于南宋淳熙八年（1181年）的江油云岩寺飞天藏殿，另外四川地区还保存有15座元代木构建筑（见下文列表），元代木构建筑数量居中国南方各省之冠，超过南方其余各省之总和。四川的元代木构建筑中又有7座集中分布在川北岷江方言岛所在的县市附近，使得该区域成为了中国南方宋元木构建筑分布最为集中的区域。除木构建筑外，四川地区还保存有众多宋元时期的砖石建筑，如佛塔、石窟寺、墓葬等。四川宋元时期建筑多保有古制，保留了部分中原地区更早期的建筑营造手法。

## 建筑营造风格

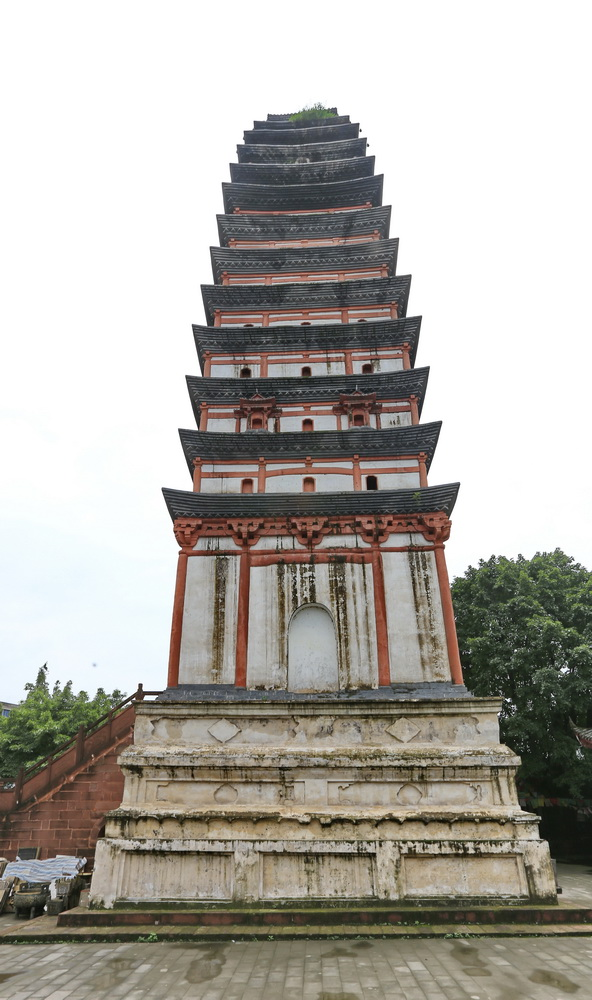
建于南宋的简阳圣德寺塔

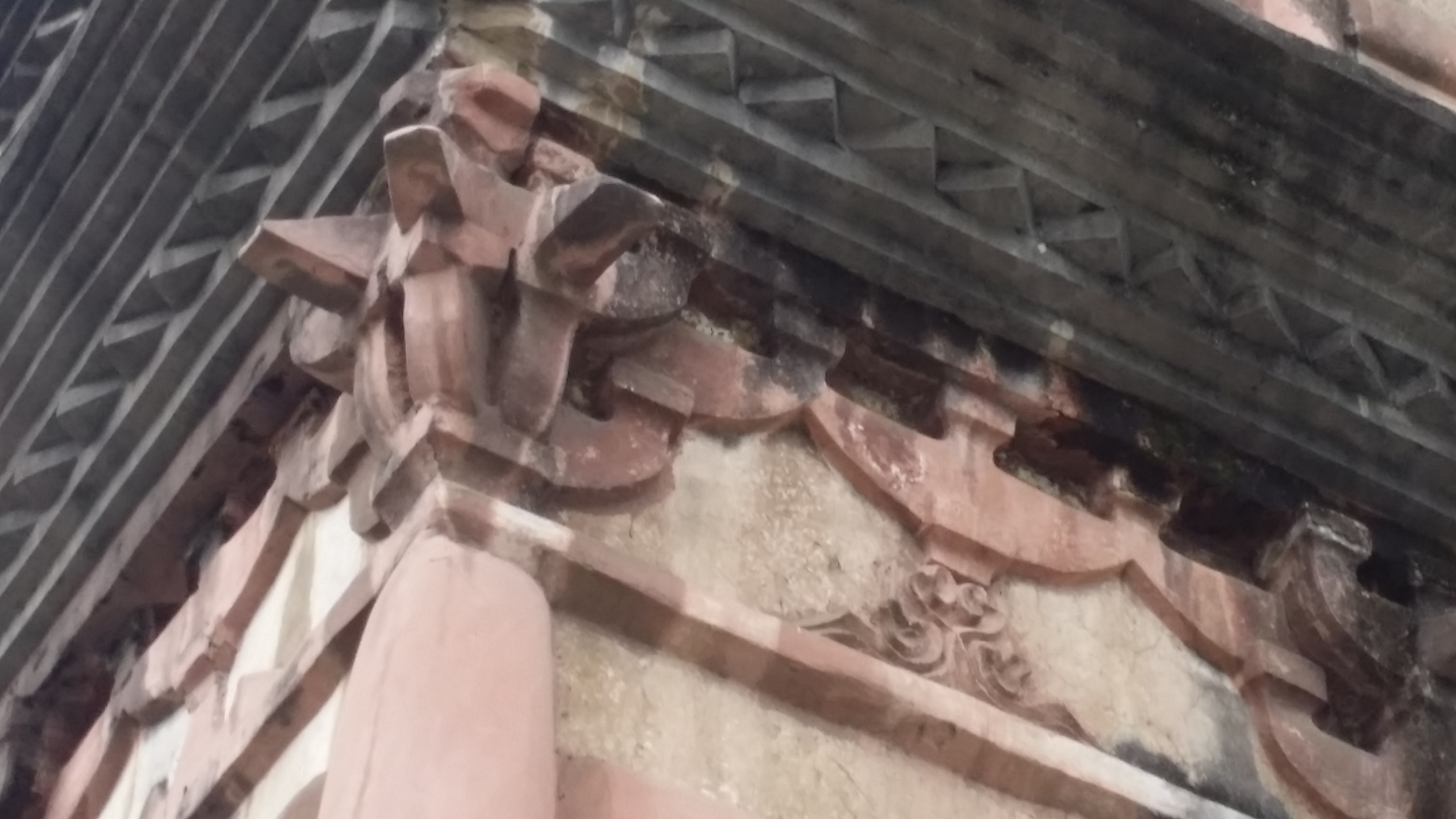
建于宋代的南充无量宝塔局部，可见四川特有的角斗样式

四川宋元建筑的建筑形制独具地方特色，很多四川地区流行的营造手法在中国其它地区却极为罕见。

### 强调建筑正立面
四川建筑自元代起开始流行仅强调建筑正立面，减少后檐细节，后檐铺作减跳或梁袱直接出挑的营造手法。该做法与金、元时期中国中原地区的做法一致。可能与元代四川地区经济较宋代衰退有关。也有可能受到了中原地区的影响。

### 角斗
四川地区宋元建筑的角斗做法基本一致，但非常特殊，斗欹部分不是从四面内杀，而是从四角内杀，因此角斗上皮正置。这一做法在中国其它地区极为罕见，仅偶见于四川周边甘肃、陕西、云南等省份，却与日本建筑“鬼斗”的做法非常类似（最早见于奈良当麻寺西塔）。这种独特的角拱做法在四川地区一直延续到明代初期。这可能是源于唐代长安地区的一种非主流做法，传入四川后却成为主流，并进而影响了四川周边云南等地。

### 散斗
四川地区宋元直至明代初期一直流行多散斗的形制，泥道慢栱上常用四个散斗来支撑素枋。这一做法与中国其它地区也很不一致，反而与日本禅宗样建筑“连斗”的做法类似（如奈良东大寺钟楼），二者可能有所关联。

### 昂
四川地区元代至明初流行的昂的样式非常特殊，类似批竹昂，但昂身非常长，昂身长度是出挑距离的约三倍，昂嘴向下起尖。这一做法在中国其它地区也极为罕见。

### 平行椽
四川地区宋元建筑常在转角铺设平行椽。平行椽是中国汉代、南北朝时期的主流做法，在中国其它地区唐代中期之后便极其罕见，而在四川地区和廣西这一做法却自宋元一直延续至明清。

## 四川宋元木构建筑列表
四川地区现存的木构宋元建筑集中分布于川西盆地边缘（芦山、眉山、峨眉山等地）和川北岷江方言岛一带（南部、阆中、盐亭、剑阁、蓬溪等地）。这些区域相对偏僻，远离交通要道，受到四川元代之后的数次战乱的影响较小。以盐亭花林寺为例，依据建筑所存题记记载，该寺为元代当地李氏、蒲氏两家族共同兴建。而过了七百年之后，李氏、蒲氏家族仍然居住于当地，至今后人还在由该寺改建而成的小学中读书。
| 名称               | 建造年代                | 地址                       | 图片 | 文保等级             | 备注         |
| ------------------ | ----------------------- | -------------------------- | ---- | -------------------- | ------------ |
| 云岩寺飞天藏殿     | 南宋淳熙八年（1181年）  | 绵阳市江油市武都镇窦圌山   |      | 全国重点文物保护单位 |              |
| 东岳庙飞来殿       | 元大德二年（1298年）    | 乐山市峨眉山市飞来岗       |      | 全国重点文物保护单位 |              |
| 醴峰观             | 元大德十一年（1307年）  | 南充市南部县丘垭乡         |      | 全国重点文物保护单位 |              |
| 花林寺大殿         | 元至大四年（1311年）    | 绵阳市盐亭县富驿镇火星村   |      | 全国重点文物保护单位 |              |
| 东岳庙香殿         | 元至治二年（1322年）    | 乐山市峨眉山市飞来岗       |      | 全国重点文物保护单位 |              |
| 金仙寺大殿         | 元泰定四年（1327年）    | 遂宁市蓬溪县赤城镇周家店村 |      | 全国重点文物保护单位 |              |
| 报恩寺大殿         | 元泰定四年（1327年）    | 眉山市东坡区永寿镇高丰村   |      | 全国重点文物保护单位 |              |
| 永安寺大殿         | 元至顺四年（1333年）:42 | 南充市阆中市水观镇         |      | 全国重点文物保护单位 |              |
| 五龙庙文昌阁       | 元至正三年（1343年）    | 南充市阆中市河楼乡白虎村   |      | 全国重点文物保护单位 |              |
| 青龙寺大殿         | 元至正四年（1344年）    | 雅安市芦山县龙门乡         |      | 全国重点文物保护单位 | 當為明代建築 |
| 七曲山大庙盘陀石殿 | 元                      | 绵阳市梓潼县七曲山         |      | 全国重点文物保护单位 |              |
| 永安庙大殿         | 元                      | 南充市南部县桐坪乡卫星村   |      | 全国重点文物保护单位 |              |
| 平襄楼             | 元                      | 雅安市芦山县芦阳镇汉姜侯祠 |      | 全国重点文物保护单位 |              |
| 蘆山白塔寺大殿     | 元                      | 雅安市蘆山縣蘆陽鎮佛圖山   |      | 四川省文物保護單位   |              |
| 蘆山廣福寺大殿     | 元                      | 雅安市芦山县芦阳镇佛图山   |      | 四川省文物保护单位   | 當為明代建築 |
| 香沉寺大殿         | 元                      | 广元市剑阁县香沉镇         |      | 四川省文物保护单位   |              |
| 独柏寺正殿         | 元                      | 重庆市潼南区上和镇后沟村   |      | 全国重点文物保护单位 | 無題記，推測 |